# Saint Seiya: Soul of Gold
Saint Seiya: Soul of Gold (聖闘士星矢 - 黄金魂 Soul of Gold, Seinto Seiya: Souru obu Gōrudo, trad. litt. : L'âme d'or) est une série d'animation japonaise sous forme d'ONA, réalisée par Takeshi Furuta et produite par Toei Animation, diffusée depuis le 11 avril 2015 en streaming sur Daisuki dans 220 pays puis dès le 21 avril 2015 sur le service de streaming de Bandai Channel. Il s'agit d'une série dérivée à la série originale Saint Seiya s'inspirant du manga du même nom de Masami Kurumada et s'inscrivant dans le cadre de la célébration des trente ans de l'œuvre originale.
Dans les pays francophones, la série est diffusée en version originale sous-titrée français depuis le 14 avril 2015 sur la chaine Mangas en simulcast.

## Synopsis
L'histoire met en scène les douze Chevaliers d'Or et principalement Aiolia (Chevalier d'Or du Lion), après leur supposée mort au Mur des Lamentations. Les douze guerriers auraient survécu à l'explosion et leurs armures ont évolué en God Cloth (armure divine) grâce aux larmes, puis au sang, de la déesse Athéna.
Les Chevaliers d'Or ressuscitent dans les glaces éternelles du Royaume d'Ásgard sous forme d'Einherjar, supposément par volonté d'Odin. La prêtresse Hilda, qui est tombée gravement malade, a laissé sa place à un nouvel envoyé d'Odin, Andreas Lise, qui s'est entouré de sept nouveaux guerriers divins et a fait ressusciter Yggdrasil, ce qui est théoriquement interdit à Asgard. Hilda charge alors une de ses servantes, Lyfia, de destituer Andreas. Cette dernière rencontre Aiolia en prison et le convainc de l'aider dans sa tâche. Aiolos, apparu en vision à son frère Aiolia, lui ordonne, ainsi qu'aux autres Chevaliers d'Or, d'avancer jusqu'à l'Yggdrasil pour comprendre la raison de leur résurrection.

## Production
Le 31 octobre 2014, la série est annoncée au salon Tamashii Nation Figure Expo de Tokyo, révélant ainsi qu'il mettrait l'accent sur les douze Chevaliers d'Or décédés dans l'épisode, Mur des Lamentations, lors de la bataille d'Athéna contre Hadès au XXe siècle. Le personnage principal est le Chevalier d'Or du Lion, Aiolia, dont l'armure à taille humaine et les figurines Bandai sont présentées lors de ce même salon en version divine,.
L'approche de la série est une histoire originale car elle n'est issue d'aucune adaptation d'un quelconque arc du manga de Kurumada. La diffusion du premier épisode a lieu en avant-première les 21 et 22 mars au cinéma Mediage d'Odaiba à Tokyo, avec la présence de Hideyuki Tanaka, comédien de doublage du Chevalier d'Or du Lion Aiolia,.

## Fiche technique
- Titre japonais : 聖闘士星矢 - 黄金魂 Soul of Gold (Seinto Seiya: Souru obu Gōrudo)
- Titre international : Saint Seiya: Soul of Gold
- Création : Masami Kurumada
- Réalisation : Takeshi Furuta
- Scénario : Toshimitsu Takeuchi
- Photographie : -
- Montage : -
- Musique : Hiromi Mizutani
- Character designer : Hideyuki Motohashi et Fumitoshi Oizaki
- Color designer : -
- Studio d'animation : Toei Animation et Bridge
- Production : Atsutoshi Umezawa
- Sociétés de production :
- Durée : 26 minutes (environ)
- Nombre d'épisodes, licence et dates de première diffusion :
  -  Version japonaise : 13 (terminée), Toei Animation, diffusée depuis le 11 avril 2015 en streaming sur Daisuki dans 220 pays[1] puis dès le 21 avril 2015 sur le service de streaming de Bandai Channel[2]
  -  Version française : 13 (terminée), Toei Animation France, diffusée depuis le 14 avril 2015 sur Mangas (en VOSTFr[4]) et depuis le 28 décembre 2015 (en VF)[réf. nécessaire]

Sources : AnimeLand et Anime News Network

## Liste des épisodes

### Génériques
De début
Soldier Dream (聖闘士神話 〜ソルジャードリーム〜) par ROOT FIVE (ja)
De fin
Yakusoku no Asu e (To the Promised Tomorrow - 約束の明日へ) par ROOT FIVE

### Diffusion
Au Japon, la série est diffusée en streaming via Internet depuis le 11 avril 2015 (à 0 h, heure du Japon) sur Daisuki dans plus de 220 pays, puis dès le 21 avril 2015 sur le service streaming de Bandai Channel. Un nouvel épisode est disponible toutes les deux semaines.
Dans les pays francophones, la série est diffusée en version originale sous-titrée français (VOSTFr) depuis le 14 avril 2015 à septembre sur la chaîne Mangas en simulcast. Puis en version française depuis le 28 décembre 2015 sur cette même Chaîne.

### Doublage
La liste des acteurs du doublage japonais des Chevaliers d'Or est annoncée en février 2015,,.
| Personnages            | Voix japonaises | Voix françaises       |
| ---------------------- | --------------- | --------------------- |
| Aiolia du Lion         | Hideyuki Tanaka | Nicolas Matthys       |
| Aiolos du Sagittaire   | Yūsaku Yara     | Franck Dacquin        |
| Mû du Bélier           | Takumi Yamazaki | David Manet           |
| Aldebaran du Taureau   | Tesshō Genda    | Jean-Marc Delhausse   |
| Saga des Gémeaux       | Ryōtarō Okiayu  | Mathieu Moreau        |
| Deathmask du Cancer    | Ryōichi Tanaka  | Alain Eloy            |
| Shaka de la Vierge     | Yuji Mitsuya    | Sébastien Hébrant     |
| Dohko de la Balance    | Kenyū Horiuchi  | Ronald Beurms         |
| Milo du Scorpion       | Toshihiko Seki  | Gauthier de Fauconval |
| Shura du Capricorne    | Takeshi Kusao   | Maxime Donnay         |
| Camus du Verseau       | Nobutoshi Canna | Alexandre Crépet      |
| Aphrodite des Poissons | Keiichi Nanba   | Mathieu Moreau        |
| Hilda de Polaris       | Mitsuko Horie   | Alexandra Correa      |
| Andreas Lise           | Tomokazu Seki   | Franck Dacquin        |
| Lifia                  | Aya Hisakawa    | Sophie Frison         |
| Frodi                  | Hiroshi Okamoto | Philippe Allard       |
| Fafner                 | Kentarō Itō     | Olivier Cuvellier     |
| Aiolia jeune           | Naomi Shindō    |                       |

Source : Anime News Network & Planete Jeunesse

## Produits dérivés

### Jeu vidéo
Un jeu vidéo intitulé Saint Seiya: Soldiers' Soul est sorti le 25 septembre 2015 sur PlayStation 3, PlayStation 4 et Windows,.

### Figurines
Quatorze personnages sont actuellement commercialisés : Aiolia du Lion, Mu du Bélier, Shaka de la Vierge, Deathmask du Cancer, Shura du Capricorne, Saga des Gémeaux, Aldébaran du Taureau, Aiolos du Sagittaire, Camus du Verseau, Dohko de la Balance, Milo du Scorpion, Aphrodite des Poissons, Aiolia portant l'armure d'Odin et le dieu Loki .